# Anthologie historique des lectures érotiques
L'Anthologie historique des lectures érotiques est un ouvrage de Jean-Jacques Pauvert publié d'abord en trois volumes en 1979, en quatre à partir de 1995 puis enfin en cinq à la suite de l'ajout d'un dernier tome en 2001, et traitant l'évolution de la littérature érotique de l'épopée de Gilgamesh à l'an 2000. 

## Contenu
L'anthologie se divise dans sa version la plus récente en cinq volumes :
- De Gilgamesh à Saint-Just (de -2000 à 1790)
- De Sade à Victoria (1791-1904)
- De Guillaume Apollinaire à Philippe Pétain (1905-1944)
- De Eisenhower à Emmanuelle (1945-1985)
- De l'infini au zéro (1985-2000)

Il est à noter que certains des personnages mentionnés dans les titres des volumes en question le sont pour leur importance historique et non pour leurs contributions à la littérature érotique : c'est par exemple le cas de Louis Antoine de Saint-Just, de la reine Victoria, du maréchal Philippe Pétain ou du président des États-Unis Dwight Eisenhower.

## Éditions
- Jean-Jacques Pauvert, Anthologie historique des lectures érotiques, trois volumes, Paris, France loisirs, 1979-1982[2].
- Jean-Jacques Pauvert, Anthologie historique des lectures érotiques, quatre volumes, Paris, Stock / Spengler, 1995.
- Jean-Jacques Pauvert, De l'infini au zéro (1985-2000), Paris, Stock, 2001, 717 p.[3]